# Llàgrimes del sol
Llàgrimes del sol (títol original en anglès: Tears of the Sun) és una pel·lícula estatunidenca dirigida per Antoine Fuqua l'any 2003. Ha estat doblada al català.

## Argument
En una Nigèria submergida en plena guerra civil després de l'assassinat del seu president, l'exèrcit americà desallotja els seus últims súbdits entre els quals la doctora Lena Kendricks que dirigeix un equip mèdic humanitari.
Quan l'equip dels US Navy SEAL del tinent Waters vol emportar-se Lena, aquesta rebutja de marxar sense els vilatans. Desobedient les ordres, el comando d'elit porta el grup de vilatans quan s'adonen que són perseguits per un grup de rebels. Descobriran a continuació que un dels refugiats que escorten no és altre que l'últim supervivent de la família del president de Nigèria.

### Epíleg
El film s'acaba amb una cita d'Edmund Burke: «The only thing necessary for the triumph of evil is for good men to do nothing», «L'única cosa necessària pel triomf del mal és la inacció de la gent de bé».

## Repartiment
- Bruce Willis: Tinent A.K. Waters, US Navy
- Monica Bellucci: Doctora Lena Kendricks
- Cole Hauser: James «Red» Atkins, US Navy
- Tom Skerritt: Capità Bill Rhodes, US Navy
- Paul Francis: Danny «Doc» Kelley, US Navy
- Johnny Messner: Kelly Lake, US Navy
- Nick Chinlund: Michael «Slo» Slowenski, US Navy
- Eamonn Walker: Ellis «Zed» Pettigrew, US Navy
- Chad Smith: Jason «Flea» Mabry, US Navy
- Charles Ingram: Demetrius «Silk» Owen, US Navy
- Jimmy Jean-Louis: Gideon
- Sammi Rotibi: Arthur Azuka, Fill del president Samuel Azuka
- Malick Bowens: Coronel Idris Salick
- Peter Mensah: Comandant Terwase
- Cornelia Hayes O'Herlihy: Sor Siobhan
- Fionnula Flanagan: Sor Grace
- Pierrino Mascarino: Pare Fianni

## Nominacions
- Premis Black Reel 2004: Millor Director Antoine Fuqua
- Premis Teen Choice 2003: Choice Breakout Star Femenina Monica Bellucci

## Al voltant de la pel·lícula
- Tots els actors que han interpretat els papers dels Navy SEALs han patit un entrenament intensiu de dues setmanes, i havien de cridar-se, fins i tot fora del rodatge, pel nom dels seus personatges respectius per afavorir la immersió al guió.
- El film ha estat rodat a bord del portaavions de classe Nimitz USS Harry S. Truman (CVN-75).
- L'actor neozelandès Kevin Smith estava previst al repartiment, però va morir abans del rodatge.
- El personatge encarnat per Johnny Messner hauria inspirat el de "Soap" dels videojocs Call of Duty 4: Modern Warfare.
- El film prové d'una missió real efectuada pel grup anti-terrorista canadenc JTF 2. La història de la missió ha estat contada als productors per un dels tiradors d'elit del grup.